# Bartolomeo Serafini
Bartolomeo Serafini, detto Bartolomeo da Ravenna, latinizzato come Bartholomaeus de Ravenna (Ravenna, XIV secolo – Certosa di Pavia, 1413), è stato un religioso italiano dell'Ordine certosino, venerato come beato.
Fu uno dei discepoli diretti di santa Caterina da Siena.

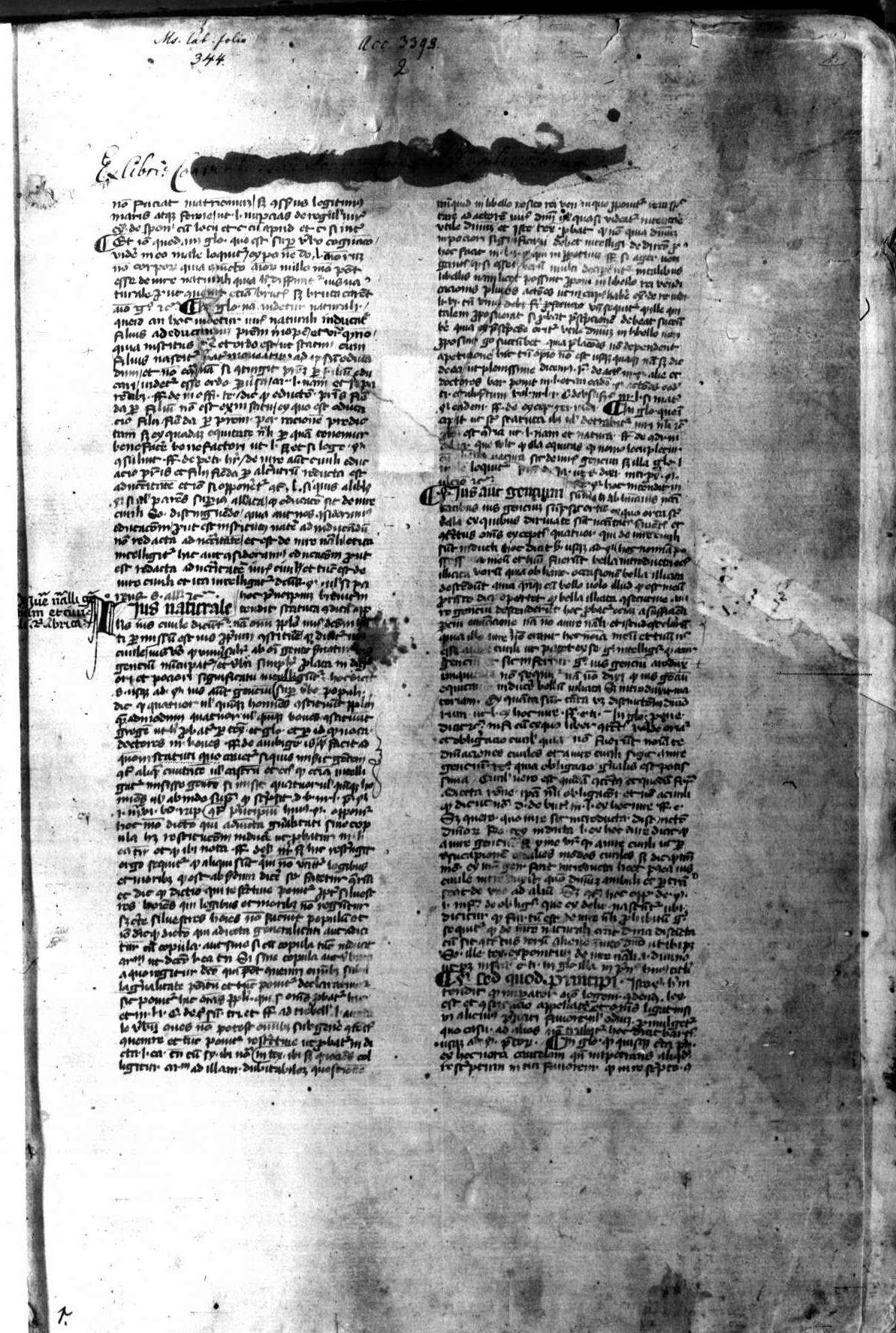
Lectura Institutionum, manoscritto, XIV secolo.

## Biografia
Nacque nella prima metà del XIV secolo a Ravenna.
Durante i primi anni di professione religiosa fu a Bologna; nel 1373 divenne priore della certosa di Rivarolo in Liguria e l'anno successivo dell'eremo dell'isola di Gorgona, che nel 1375 fu visitato su suo invito da santa Caterina da Siena, la quale gli indirizzò anche alcune lettere. Su interessamento di Caterina, Bartolomeo fu chiamato a Roma come consigliere di papa Urbano VI nel 1378, il quale lo inviò a visitare i monasteri camaldolesi. Il successore papa Bonifacio IX lo inviò come diplomatico in Francia presso la corte di Carlo VI nel 1392 per cercare di comporre lo scisma prodottosi nella Chiesa con la nomina dell'antipapa Clemente VII.
Nel 1394 Bartolomeo visitò i monasteri certosini in Italia. Nel 1396 si trasferì a Pavia per sovrintendere alla costruzione della Certosa, di cui fu priore dal 1398 al 1409. Il suo operato nella Certosa di Pavia fu inoltre fondamentale per la costituzione di una ricca raccolta bibliotecaria, in gran parte composta da scritti cateriniani, che venne poi ampliata anche dai successivi priori, tra cui Stefano Maconi.
Bartolomeo morì nella Certosa di Pavia nel 1413.

## Opere

### Manoscritti
- Lectura Institutionum, XIV secolo, Berlin, Staatsbibliothek zu Berlin Preußischer Kulturbesitz, Manuscripta latina, Ms. lat. fol. 344,  ff. 1-67.